# Jacob Radcliff
Jacob Radcliff (Rhinebeck, 20 aprile 1764 – Troy, 6 maggio 1844) è stato un politico statunitense, 50° e 53° sindaco di New York.